# Carnaval de Paris sous Louis XVI
Le Carnaval de Paris sous Louis XVI, à l'origine de la fête populaire du carnaval de Paris, est décrit dans le journal du libraire parisien Siméon-Prosper Hardy (1729–1806). 
Son manuscrit s'intitule « Mes Loisirs, ou Journal d'événemens tels qu'ils parviennent à ma connoissance ». Conservé au département des manuscrits de la Bibliothèque nationale de France il compte 4000 pages de grand format, rédigées en petits caractères. Reproduites en microfiches, difficiles à lire, elles ont été éditées en 2008 par l'Université Laval, de Québec, en collaboration avec le Collège de France et l’Institut d’histoire moderne et contemporaine. L'édition intégrale, en 12 volumes, parait aux Presses de l'Université Laval entre 2008 et 2011.
Ce journal débute en 1753 et se termine en octobre 1789. Tenu au début irrégulièrement, il l'est plus régulièrement, à partir de 1766. Concernant le Carnaval de Paris, la période 1766-1789 est, à ce jour, la seule dépouillée.

## Extraits

### 11 février1766
Du Mardi gras onze février
Le Parlement qui s'estoit assemblé la veille le matin et le soir, (un mot illisible) qu'il ne soit pas d'usage d'entrer au Palais les jours gras,

### 1er mars1772
Du Dimanche premier Mars
Ce jour Dimanche gras, on voit au faux bourg Saint Antoine ainsi que le lundi et mardi gras suivants un très Grand-nombre de Mascarades, et une foule beaucoup plus Considérable encore de Spectateurs Bénévoles de ces Insensés pris dans la Lie du Peuple et presque tous à la Solde de la Police. on a tout lieu d'être convaincu qu'il avoit été distribué à la Populace plus d'Argent que de Coutume pour qu'Elle pût Se réjouir et se déguiser sous différentes formes: on assuroit qu'il y avoit eu des Personnes Préposées pour Examiner Si Elle faisoit exactement Selon la vraië destination, l'Emploi de l'Argent qui lui avoit été donné. On assuroit également que tous les Masques s'étoient rassemblés sur le Boulevard en face de la Porte du Logement du Commandant du Guet, avant de partir pour aller faire leurs Parades au faux bourg : Pourquoi les avoit-on assujetis à cette Espece de Montre ou de Revuë, c'est ce qui ne Se disoit pas. on remarque aussi que plusieurs Carrossées de ces Mascarades, avant de Paroître Sur le Grand Théâtre, alloient figurer et se donner en Spectacle autour des hotels de Monsieur le Chancelier et de Monsieur le Lieutenant de Police ruë neuve Saint Augustin. Ne pouvoit-on pas Supposer que l'Intention du Ministère et Surtout de Monsieur le Chancelier lui-même, en tenant une pareille conduite, étoit qu'il pût être rapporté au Roi que Jamais les Citoyens de Sa bonne ville de Paris n'avoient donné tant de témoignages d'allégresse et de Contentement que pendant les Jours gras de 1772 ; Quoique bien des Gens Soutinssent que tous les Sujets de Sa Majesté, se trouvoient dans le cas de souffrir de la Révolution funeste qui venoit d'être opérée dans les différents Corps de Magistrature du Royaume ?

### 23 février1773
Du même Jour (Mardi gras vingt trois février)
Divertissements des Jours gras du Carnaval
Le mauvais temps qu'il avoit fait la veille et la surveille et qui duroit encore ce Jour sembloit conjurer avec les malheurs du Temps et les Circonstances critiques où l'on Se trouvait, contre les Scênes Bruÿantes, que la Police s'étoit proposée de donner au Peuple de Paris pour l'étourdir dans sa misère et Charmer ses besoins : on ne voit pas au faux bourg St Antoine un aussi grand Concours que l'Année précédente de fols masqués et de Spectateurs en voiture. on ne laissoit pas cependant que d'asseurer qu'il y avait eu beaucoup de monde à tous les Bals qui S'étoient donnés à l'opera pendant le Carnaval ; Comme aussi qu'il y avoit eu un très grand nombre de bals particuliers, et d'assemblées de danses Bourgeoises ce qui avoit donné à quelqu'un de dire avec beaucoup de vérité que les Parisiens secouaient leurs guenilles.

### 18 février1776
Du Dimanche gras dix huit février
Mascarades des Jours Gras

Comme à l'ordinaire
Ce jour quoiqu'on eût fait courir le bruit que la Police ne distribueroit point cette année la somme ordinaire pour payer les Mascarades et Exciter la Joie tumultueuse et indécente du Menu Peuple ; on ne laisse pas de voir au faux bourg Saint Antoine presque autant de Personnages déguisés que les années précédentes, ce qui Se répéte tout comme à l'ordinaire les deux Jours Suivans. Un Particulier en sortant de diner d'une Maison de la rue Saint Antoine avec un ami et Son Epouse, S'etant trouvé tout à Coup comme investi par un Peloton de ces Extravagans qu'on nomme vulgairement Chianlis ; on lui Escamotte fort adroitement une Superbe Montre Enrichie de Diamans dont il avoit fait l'Emplette depuis peu de Jours moiennant Prix et Somme de douze Cent Livres et à laquelle tenoit un Cachet Estimé Trois cent livres. Il entre Sur le Champ chez le Commissaire Lerat de la même ruë pour y faire Sa Déclaration et rendre Plainte de ce vol.

### 11 février1777
Le Mardi gras onze février
Masques ou Chianlis au faux bourg St. Antoine
Ce jour on voit au faux bourg Saint Antoine un grand nombre de ces Extravagans si Connus sous la vile et basse dénominations de Chianlis : Le mauvais temps qu'il avait fait la veille avoit Empêché ces farceurs de se promener et de faire leurs parades comme à l'ordinaire et ils avoient voulu Sans doute S'en dedommager le troisième et dernier Jour du Carnaval. Les usages anciens dont on avoit toujours été dans le cas de ressentir ou d'admirer l'utilité ne s'abrogeoient que trop aisément dans le dix huitième Siècle ; tandis qu'au-Contraire Ceux qui n'avoient Jamais eu pour objet et pour Baze que la folie ou la Dépravation des Mœurs non Seulement Se perpétuoient, mais sembloient acquérir encore de nouvelles forces.

### 3 mars1778
Du Mardi gras trois Mars
Ce jour Quoi qu'il fît un Temps abominable et qu'il plût Sans Interruption, on ne laissa pas de voir au faux bourg Saint Antoine et dans tous les Quartiers de Paris, un très Grand-nombre de Mascarades Comme la veille et la Surveille on croyoit même n'en avoir pas tant vu les années précédentes, ce qui ne devait Surprendre Personne attendu qu'il etoit bien naturel que le Nombre de fols S'accrût en Proportion de la Diminution Progressive et malheureusement trop sensible du nombre des Sages. L'amour dominant du Plaisir qui Corrompoit la Société en gagnant tous les Etats, Sembloit Etouffer dans tous les Cœurs le Cri de la Religion et ne laissa presque plus de ressource à l'amour du Devoir, de l'honnêteté et de la décence.

### 23 février1789
Du Lundi gras vingt trois février
Ce jour nonobstant les calamités multipliées qui desoloient depuis un an notre Capitale et ses environs ; nonobstant la Cherté du Pain et de presque tous les autres Comestibles, les folies, les Extravagances annuelles du Carnaval ne perdent rien de leur bruyant eclat : on voit comme la veille rue Saint Honoré depuis la rue de la féronnerie jusqu'à l'Extrêmité du fauxbourg une Prodigieuse quantité de Mascarades tant à pied qu'à Cheval même à ânes ou en voitures, sous les Costumes les plus Grotesques, Quelques-uns sous des Costumes Indécens. Il sembloit que l'on voulût enchérir chaque année sur le hideux Révoltant des figures données aux différents masques destinés à Couvrir Et à déguiser des visages qui ne Conservoient plus rien d'humain. Une telle continuité de Délire Public attire en cet Endroit ; (car le faux bourg Saint Antoine avait cessé d'être en vogue pour ce genre de spectacle, quoiqu'il prêtât pourtant beaucoup plus à la Parade que tout autre lieu) un très nombreux concours de curieux et de spectateurs, Et par Bonheur on entend point dire qu'il fut arrivé aucune espece d'accident.

### 24 février1789
Du Mardi gras vingt quatre fevrier
Les Calamités multipliées n'empêchent point les Rêjouissances du Carnaval
Ce Jour les Scênes Théâtrales, amusantes, Et Risibles de la rue Saint Honoré Se renouvellent Comme la veille, au Grand Contentement des habitans de Ce Canton, Et de tous les amateurs des Scênes Comiques et Tumultueuses qui ne manquent pas de s'y réunir Encore en grand Nombre ; Indépendamment des Mascarades très variées que l'on y rencontroit, Il s'en trouvoit Egalement de Répandues dans les différents Quartiers pour amuser le menu Peuple Et l'on ne se doutoit pas que la Police n'eût Contribué suivant l'usage Constant à les multiplier, Car chaque année Elle avoit Coutume d'en soudoyer un grand-Nombre : On ne Rapporta d'autre Espece d'accident remarquable arrivé pendant ces trois Jours Gras, que Celui d'un Masque, malheureusement tombé du dessus d'Impérial d'une voiture Et aussi-tôt Ecrasé Sur le Pavé.

## Sources
- Siméon-Prosper Hardy « Mes Loisirs, ou Journal d'événemens tels qu'ils parviennent à ma connoissance » Manuscrit en cours de publication, conservé au département des manuscrits de la Bibliothèque nationale de France. Il est souvent cité, ou évoqué, dans différents ouvrages ou articles, notamment les passages concernant le Carnaval de Paris 1789.
- « Journal de Hardy », sur journaldehardy.org (consulté le 4 avril 2024) avec un index.